# Percefleur rouilleux
Diglossa sittoides
Espèce
Statut de conservation UICN

 LC  : Préoccupation mineure
Le Percefleur rouilleux (Diglossa sittoides) est une espèce de passereau appartenant à la famille des Thraupidae.

## Répartition
On le trouve au Venezuela, en Colombie, au Pérou,  en Équateur, en Bolivie et en Argentine.